# Cónclave de 1621
En el cónclave papal de 1621, celebrado del 8 al 9 de febrero de 1621, el cardenal Alessandro Ludovisi fue elegido sucesor de Pablo V como papa. Ludovisi adoptó el nombre de Gregorio XV. Fue el cónclave más breve del siglo XVII.

## Muerte de Pablo V
El papa Pablo V falleció el 28 de enero de 1621, en el decimosexto año de su pontificado. Al momento de su muerte, había setenta cardenales en el Sacro Colegio, pero solo sesenta y nueve eran electores válidos. Cincuenta y uno de ellos participaron en la elección del nuevo papa.

## Facciones en el Sagrado Colegio
En el Sacro Colegio había tres partidos principales, dirigidos por cardenales sobrinos de los papas difuntos:
Partido Borghesiano – facción del cardenal Borghese, sobrino del papa Pablo V. Agrupaba a veintinueve cardenales creados por este Pontífice.
Partido Clementino – Agrupaba a trece cardenales de Clemente VIII. Formalmente, su líder era el camarlengo Pietro Aldobrandini, sobrino de Clemente VIII.
Partido Sixtino – pequeño partido del vicecanciller Alessandro Montalto, cardenal-sobrino de Sixto V. Agrupaba a seis cardenales.
Entre los miembros de estas facciones no se contaban tres cardenales de las familias gobernantes italianas (d'Este, Medici y Sforza).
Se creía que el próximo papa sería el candidato elegido por el cardenal Borghese, ya que era la persona más influyente del Sacro Colegio. Quería elegir a su amigo, el cardenal Campori, y ya antes de la apertura del cónclave había obtenido veinticuatro declaraciones a su favor. Aunque Campori tenía dos oponentes importantes (la República de Venecia y el cardenal Orsini), Borghese estaba seguro de que lograría su elección el primer día de votación, por aclamación.

## Elección del Papa Gregorio XV
El cónclave comenzó la tarde del 8 de febrero. Al día siguiente, el cardenal Borghese intentó elegir a Campori por aclamación, pero fracasó porque muchos de sus amigos desertaron y se aliaron con Orsini, quien había conseguido el apoyo francés para su acción contra Campori. Ante la fuerte oposición, Campori retiró su candidatura.
En el escrutinio posterior (el único durante este cónclave), el mayor número de votos (quince) fueron para el cardenal jesuita Roberto Bellarmino, pero este ya había declarado en el cónclave anterior que no aceptaría la dignidad papal en caso de ser elegido. Ahora, a sus 78 años, Bellarmino no cambió de opinión.
El resto del día los cardenales más influyentes: Borghese, Orsini, Zapata, Capponi, d'Este y Medici, lo pasaron buscando una candidatura de compromiso. Finalmente, los jefes de las facciones acordaron elegir al anciano y enfermo cardenal Alessandro Ludovisi de Bolonia, que parecía el candidato ideal para un pontificado temporal.
Ese mismo día, alrededor de las 11 de la noche, todos los cardenales se reunieron en la Capilla Paulina y por aclamación eligieron a Alessandro Ludovisi para el papado. Él aceptó su elección y tomó el nombre de Gregorio XV .

## Legado
El papa Gregorio XV, en su bula Aeterni Patris Filius (15 de noviembre de 1621), prescribió que en el futuro solo se permitirían tres modalidades de elección papal: escrutinio, compromiso y cuasindispiración. Su bula "Decet Romanum Pontificem" (12 de marzo de 1622) contiene un ceremonial que regula estos tres modos de elección en detalle. 
La modalidad ordinaria de elección sería la elección por escrutinio, que exigía que el voto fuera secreto, que cada cardenal diera su voto a un solo candidato y que nadie votara por sí mismo. La mayoría de las elecciones papales del siglo XVI se vieron influenciadas por las condiciones políticas y las consideraciones partidistas en el Colegio Cardenalicio. 
Al introducir el secreto del voto, el papa Gregorio XV pretendía abolir estos abusos. Las reglas y ceremonias prescritas por Gregorio XV se mantuvieron prácticamente iguales hasta que el papa Juan Pablo II promulgó la constitución "Universi Dominici Gregis" en 1996.